# Иорам (царь Иудеи)
Иора́м (ивр. יוֹרָם, יְהוֹרָם‎, Йехорам «Бог высок»), сын Иосафата (Йегошафата) — 5-й царь Иудейского царства, правивший с 851 по 843 год до н. э.(из них, видимо, пять лет как соправитель отца). Через брак с Аталией (Гофолией) — по одной версии (4Цар. 8:26), дочерью израильского царя Омри, по другой (4Цар. 8:18) — царя Ахава, — состоял в родстве с израильским царём Иорамом. Иорам поддерживал с Израильским царством тесные связи.
После восхождения на престол Иудеи Иорам отдал приказ убить всех своих братьев и многих приближенных своего отца, Иосафата. Иорам также считался первым из иудейских царей, нарушивших истинные законы богопочитания. Возможно, что упомянутый во IV книге Царей (11:18) храм Ваала был построен при Иораме по настоянию Аталии.
В начале правления Иорама от Иудеи отделился подвластная ей Идумея (Эдом) (2Пар. 21:8—10; IV Ц. 8:20-22), в результате чего Иудея утратила контроль над торговыми путями в Аравию. Вслед за этим, согласно II Хр. 21:16-17, Иудея подверглась опустошительному набегу филистимлян и кочевников Аравийского полуострова. Тогда погибли все сыновья Иорама, кроме Ахазии.
Существует предположение, что в 849—845 годах до н. э. Иорам участвовал в антиассирийской коалиции 12 западных царей во главе с царём Арам-Даммесека Вендидадом (Бен-Хададом II).
Испытав многие несчастья, Иорам стал сильно болен. Его поразила странная болезнь, от которой у него вздулся живот и стало гнить тело; вскоре царь скончался. В целом недолгое правление Иорама было отмечено экономическим и политическим упадком Иудейского царства.